# 王伟 (1959年)
王伟（1959年1月—），男，山东惠民人，中国人民解放军空军中将。
曾担任原南京军区空军福州指挥所司令员，后任沈阳军区空军参谋长、副司令员等职务。2016年1月，升任北部战区副司令。2017年，晋升为中国人民解放军空军中将。2018年2月24日，当选为第十三届全国人大代表。2021年3月调任空军副司令员。